# Catherine Schell
Catherine Schell (* 17. července 1944 Budapešť; zprvu také von Schell) je britská televizní a filmová herečka původem z maďarské šlechtické rodiny. Začínala v 60. letech rolemi blonďatých krasavic, hrála hlavně v lehčích žánrech – dobrodružných a špionážních filmech nebo komediích. Roku 1969 ztvárnila jednu z bond girl ve filmu V tajné službě Jejího Veličenstva.

## Život a kariéra
Její otec, baron Pál Schell von Bauschlott, se narodil ve Velké Idě na dnešním Slovensku a byl diplomatem. Matka, hraběnka Katalin Teleki de Szék, byla vzdáleně příbuzná s maďarským premiérem Pálem Telekim.
Rodina žila v Budapešti, ale krátce po Catherinině narození uprchla před postupující sovětskou armádou do Rakouska. Roku 1950 emigrovali do New Yorku v USA, kde Catherine začala chodit do katolické školy. Roku 1957 se však zase vrátili do Evropy, do Mnichova, kde otec získal práci v Rádiu Svobodná Evropa. Zde se Catherine začala zajímat o herectví a vzdělávat se v něm.
První velkou příležitost dostala v německo-brazilském dobrodružném filmu Lana – královna Amazonek (1964), kterou natočil její krajan Géza von Cziffra. Roku 1968 se objevila v britském špionážním filmu Assignment K a pak získala menší roli v bondovce V tajné službě Jejího Veličenstva.
V polovině 90. let herectví zanechala a otevřela si malý hotel v Bonnevalu ve Francouzském středohoří. Stal se oblíbenou destinací fanoušků seriálu Space: 1999, kde hrála.
Roku 2020 se po čtvrtstoletí opět objevila před kamerou, v seriálu Dracula. Následovala role v hororové komedii The Munsters (2022) od Roba Zombieho.

## Filmografie (výběr)
- 1964   Lana, královna Amazonek – titulní role
- 1964   Zrádcova brána
- 1968  Assignment K
- 1969  V tajné službě Jejího Veličenstva – Nancy
- 1969  Moon Zero Two
- 1972  Madam Sin
- 1974  Okamžik vyzrazení
- 1974  Neutralizátor
- 1975  Návrat Růžového pantera – Lady Claudine Litton
- 1976–77  Space: 1999 (TV seriál)
- 1977   Gulliverovy cesty
- 1979  Zajatec na Zendě
- 1979  Pán času (TV, epizoda „City of Death“)
- 1979  Sherlock Holmes a doktor Watson: Seznámení
- 1983  Partners in Crime (TV seriál)
- 1993  Zamilovaná princezna
- 2020  Dracula (TV seriál)
- 2022  The Munsters